# Municipio de Milford (condado de Story)
El municipio de Milford (en inglés: Milford Township) es un municipio ubicado en el condado de Story en el estado estadounidense de Iowa. En el año 2010 tenía una población de 553 habitantes y una densidad poblacional de 5,74 personas por km².

## Geografía
El municipio de Milford se encuentra ubicado en las coordenadas 42°5′17″N 93°31′35″O / 42.08806, -93.52639. Según la Oficina del Censo de los Estados Unidos, el municipio tiene una superficie total de 96.36 km², de la cual 96,31 km² corresponden a tierra firme y (0,05 %) 0,05 km² es agua.

## Demografía
Según el censo de 2010, había 553 personas residiendo en el municipio de Milford. La densidad de población era de 5,74 hab./km². De los 553 habitantes, el municipio de Milford estaba compuesto por el 93,67 % blancos, el 0,18 % eran afroamericanos, el 3,44 % eran asiáticos y el 2,71 % eran de una mezcla de razas. Del total de la población el 0 % eran hispanos o latinos de cualquier raza.